# 大度テレビ中継局
大度テレビ中継局（おおどテレビちゅうけいきょく）は沖縄県糸満市大度に開局した地上デジタルテレビ放送の中継局である。
この地域は従来の地上アナログテレビ放送では豊見城市の親局（豊見城高安テレビ・FM放送所およびRBC・QAB嘉数放送所）から直接受信可能だったため、地上デジタルテレビ放送でもそのまま親局からの受信が可能かと思われていたが、総務省沖縄総合通信事務所が受信調査を行ったところ小高い丘の陰に位置している地理的条件から新たな難視聴地域になっていることが分かったため、デジタル新局として新たに設置された。
糸満市大度の糸満晴明病院南側（国道331号沿い）に設置し、糸満市大度（本集落の一部およびさつきの城ハイツ全域）および米須の各一部が放送エリアとなった。放送エリアについては、下記外部リンクを参照されたし。
沖縄県内で新たに全局の地上デジタルテレビ放送のみの中継局が設置されるのはこれが初めて。また那覇市や豊見城市の親局以外の沖縄本島南部にテレビ中継局が設置されるのは南城市の志喜屋テレビ中継局、佐敷テレビ中継局に次いで3ヶ所目で糸満市に設置されるのは初めて（市内に放送関係の設備は先島諸島へのテレビ放送の陸揚所とFMたまんがあるのみ）となった。また、当中継局は沖縄本島ではもっとも南にある中継局となった（これまでは南城市の志喜屋テレビ中継局だった）。

## 送信設備
| ID | 放送局名           | 物理 チャンネル | 空中線 電力 | ERP  | 放送対象地域 | 放送区域 内世帯数 | 開局日         |
| -- | ------------------ | --------------- | ----------- | ---- | ------------ | ----------------- | -------------- |
| 1  | NHK 沖縄総合       | 20              | 10mW        | 32mW | 沖縄県       | 478世帯           | 2010年 3月31日 |
| 2  | NHK 沖縄教育       | 19              | 10mW        | 32mW | 全国放送     | 478世帯           | 2010年 3月31日 |
| 3  | RBC 琉球放送       | 21              | 10mW        | 32mW | 沖縄県       | 478世帯           | 2010年 3月31日 |
| 5  | QAB 琉球朝日放送   | 23              | 10mW        | 32mW | 沖縄県       | 478世帯           | 2010年 3月31日 |
| 8  | OTV 沖縄テレビ放送 | 22              | 10mW        | 32mW | 沖縄県       | 478世帯           | 2010年 3月31日 |